# Abbadie (canton)
Pour les articles homonymes, voir Abbadie.
Abbadie est un canton canadien du Québec situé dans la région administrative de la Côte-Nord et créé le 5 juin 1965 par proclamation publiée dans la Gazette officielle du Québec. Aucune municipalité n'a été établie sur cette division territoriale.

## Toponymie
Son nom évoque le souvenir de Jean-Jacques-Blaise Abbadie (1726-1765), militaire français à Louisbourg et en Louisiane.

## Géographie
Le canton se trouve à 50° 25′ N, 67° 00′ O. Sa superficie est de 32 375 hectares.

## Note et référence
1. ↑  « «Abbadie», Topos sur le Web, La Banque de noms de lieu du Québec, Québec, Commission de toponymie du Québec. »